# Ocyptamus oviphorus
Ocyptamus oviphorus är en tvåvingeart som först beskrevs av Hull 1943.  Ocyptamus oviphorus ingår i släktet Ocyptamus och familjen blomflugor.
Artens utbredningsområde är Colombia. Inga underarter finns listade i Catalogue of Life.